# Муфта Дженни
Муфта Дженни (также муфта Джени, от англ. Williams-Janney hydraulic transmission/gear, универсальный регулятор скорости, УРС) — редуктор, который передаёт вращение одного вала другому с применением жидкости для передачи движения (объёмная гидропередача). Муфта состоит из насоса и гидромотора; оба сконструированы по аксиально-плунжерной схеме, насос является регулируемым.
Муфты Дженни применялись в ранних моделях танков и для наводки тяжёлых артиллерийских орудий и торпедных аппаратов.

## История
Муфта была изобретена в начале XX века американскими инженерами Рейнольдом Дженни (англ. Reynold Janney) и Харвеем Вильямсом (англ. Harvey D. Williams). Устройство производилось Уотербери Тул Компани (англ. Waterbury Tool Company), позднее отделением корпорации Сперри в Уотербери; название компании использовалось для обозначения муфты в ранней документации военно-морских сил США (англ. Waterbury transmission). В рекламных материалах устройство также называлось англ. Universal Transmission Machine.
Первый вариант устройства появился в 1907 году (прототипы испытывались на судах и ранее), и его преимущества были настолько очевидны, что муфта немедленно стала использоваться военно-морскими силами США, а также флотами Японии, Франции и России.
Россия приобрела патент в 1908 году; до 1917 года всё производство муфт осуществлялось на Путиловском заводе, где в конструкцию были внесены усовершенствования.

## Роль в гидравлике
Конструкция потребовала, чтобы рабочая жидкость использовалась также и для смазки. Материалы того времени не разрешали использовать для этого воду; муфта Дженни открыла эпоху гидравлики с использованием масла.